# 比雷耶斯 (布宜諾斯艾利斯省)

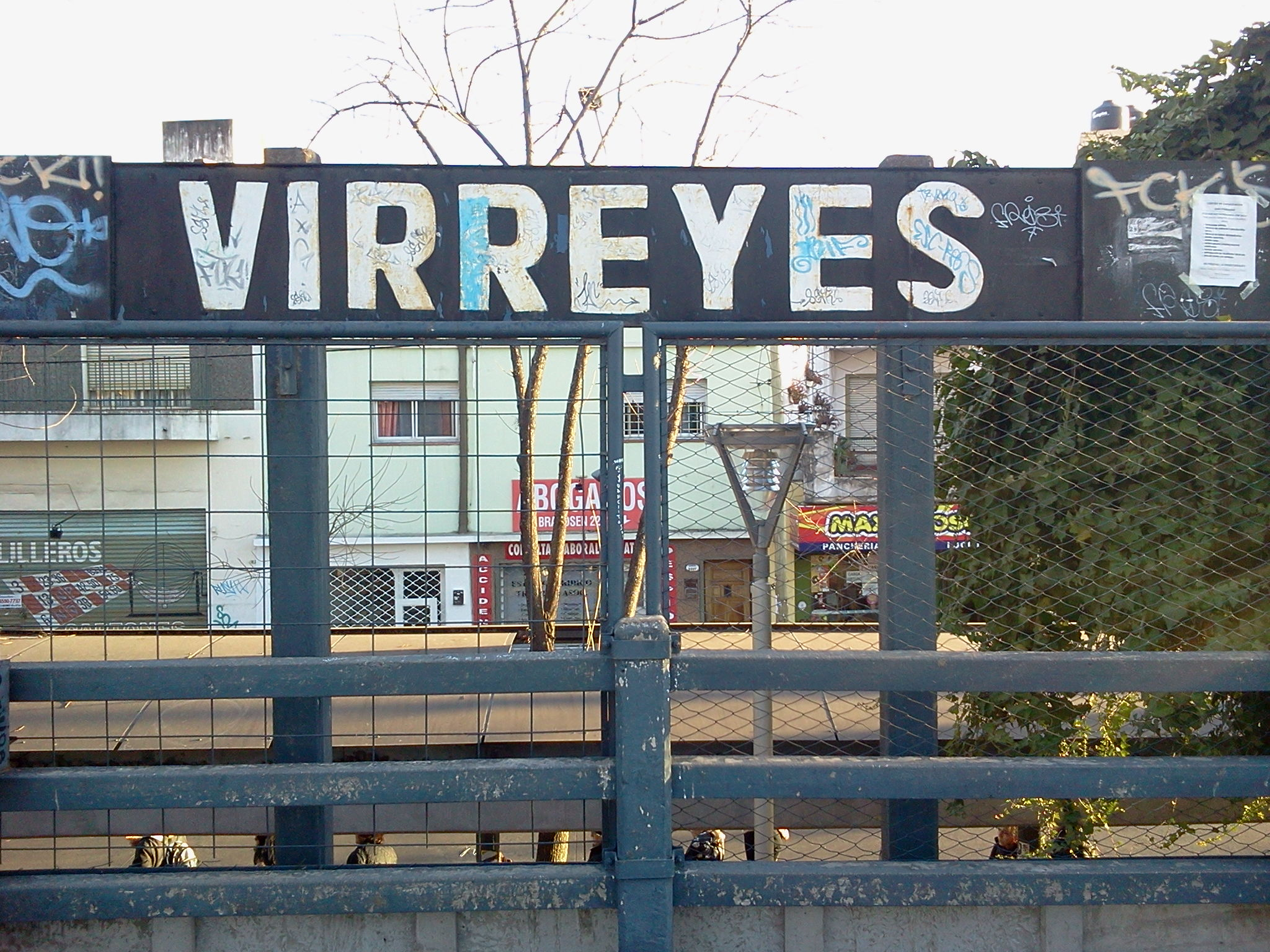
比雷耶斯

比雷耶斯是阿根廷的城鎮，位於該國東北部，由布宜諾斯艾利斯省負責管轄，海拔高度11米，2001年人口39,507。1888年6月5日，該鎮受黎克特制5.5級的地震波及。 